# 東京青果
東京青果株式会社（とうきょうせいか、英: TOKYO SEIKA CO.,LTD.）は、東京都大田区に本社を置く、青果の卸売を行う企業である。通称東一。

## 概要
1947年（昭和22年）創業の青果物卸売の業界最大手。株式非上場。本社は東京都の大田市場内に置く（東京モノレール流通センター駅から徒歩20分、JR大森駅東口から京急バスで20分～30分「大田市場事務棟」下車）。
青果物の取扱高が全国3500社のうち1位を誇る。また、青果物を通した消費者の健康推進を目指すベジフルセブン運動、他メーカーと共同開発した青果用通い容器の普及にも取り組んでいる。
2011年（平成23年）には産地から市場、店舗のバックヤード、売場、調理場までの低温管理の仕組みづくりのために、大田市場北口で保冷機能の整った立体荷捌き施設（子会社の大田市場ロジスティクスセンターが運営）を建設。量販店向けに出荷する仲卸業者に貸出を行っている。これにより、日量3,000トンの処理能力が4,000トンに増加した。
同年1月に食品総合商社の最大手である国分（現・国分グループ本社）と業務提携。今後は両社のネットワークを活用して、農産関連品の企画・調達・販売等に関わる共同戦略を策定する。これを実施するにあたり、提携推進プロジェクトを立ち上げ、必要に応じて人材交流などを実施する予定。
2021年（令和3年）6月に同じ大田市場場内で青果卸を担う同業の東京神田青果市場（屋号：一印）の株式を取得し、グループ会社化することを発表。グループ化により市場内の物流効率化や産地・顧客基盤の強化につなげる。さらに同年8月、JA全農との業務資本提携を発表。全農が同社株式の1.5%を取得し、関係を強化する。実需者を明確にした青果物取引の強化による安定的な販路確保等を目指す。

## 沿革
- 1947年（昭和22年）5月 - 東印東京青果株式会社、東京丸一青果株式会社設立。
- 1951年（昭和26年）1月 - 貿易部を新設。
- 1967年（昭和42年）7月 - 東印東京青果株式会社と東京丸一青果株式会社が合併。
- 1968年（昭和43年）6月 - 昭島市場開場に伴い、東一西東京青果株式会社入場。
- 1975年（昭和50年）2月 - 東一栃木青果株式会社を設立。
- 1977年（昭和52年）3月 - 青果取扱金額初の1000億円超達成。
- 1981年（昭和56年）6月 - 貿易部を分離し、東京青果貿易株式会社を設立。
- 1989年（平成元年）5月 - 神田市場より大田市場へ移転（5月6日に営業開始）。
- 1996年（平成8年）4月 - 事業部制を導入。
- 2002年（平成14年）7月 - 開発第二部を新設。
- 2004年（平成16年）10月 - 東京都千代田区神田練塀町にAKSビルが完成。
- 2006年（平成18年）4月 - 食農活性化推進室を新設。
- 2006年（平成18年）10月 - 産地開発室を新設。
- 2011年（平成23年）4月 - 大田市場北口立体荷捌き場が完成。
- 2012年（平成24年）10月 - 東一栃木青果と宇印宇都宮青果が合併し、東一宇都宮青果を新設。
- 2013年（平成25年）10月 - 昭島市場閉場に伴い、東一西東京青果、カ印川崎中央青果が合併し、東一川崎中央青果株式会社を新設。
- 2015年（平成27年）2月 - 東一川崎中央青果が川崎市地方卸売市場南部市場青果卸業から撤退。北部市場一場での営業に転換した。
- 2017年（平成29年）3月 - 青果物の取扱高が初めて2,000億円超を達成。
- 2021年（令和3年）
  - 6月 - 大田市場で青果卸を行う、同業の東京神田青果市場株式会社の発行済み株式を主要株主から取得し、グループ会社化することを発表。子会社化後の持ち株比率は78.9%となる見通し[6]。
  - 8月 - 全国農業協同組合連合会（JA全農）との業務資本提携を締結したことを発表。[8]。
- 2022年（令和4年）1月 - 公正取引委員会の承認を受け、東京神田青果市場の株式を譲受し正式にグループ会社化[10]。同社は東一神田青果株式会社に社名変更[11]。
- 2023年（令和5年）6月 - 川田一光社長が代表権のある会長に退き、長男の川田光太専務が代表取締役社長に昇任する人事を発表。同社の社長交代は24年ぶり[1]。

## グループ会社
連結子会社（5社）
- 東一神田青果株式会社（東京都大田区、出資比率78.9%[7]）- 大田市場卸売会社、年間取扱高183億円
- 東京青果貿易株式会社（東京都大田区、出資比率100%）- 青果物輸入販売
- 東光商事株式会社（東京都大田区、100%）- 包装資材用品販売
- 大田市場ロジスティクスセンター株式会社（東京都大田区、出資比率100%）- 荷捌施設等賃貸
- 東一川崎中央青果株式会社（神奈川県川崎市、出資比率100%）- 川崎市中央卸売市場北部市場卸売会社、年間取扱高265億円

持分法適用会社
- 東一宇都宮青果株式会社（栃木県宇都宮市、出資比率34.6%） - 宇都宮市中央卸売市場卸売会社、年間取扱高253億円

持分法非適用関連会社
- 東光鳥卵有限会社（東京都大田区）- 鶏卵、うずら卵等卸売
- 株式会社東京青果研修センター - 研修・研修施設運営